# Wino zbożowe
Wino zbożowe – grupa win uzyskanych z ekstraktu ze zbóż z dodatkiem syropu cukrowego, kwasu cytrynowego (bądź soku z cytryn), niekiedy również ze sporym udziałem rodzynek. Fermentację prowadzi się przy użyciu drożdży szlachetnych z dodatkiem soli mineralnych – tzw. pożywki dla drożdży. W odróżnieniu od innych alkoholi uzyskanych ze zboża (piwa i napojów spirytusowych) fermentacji ulega przede wszystkim dodawany cukier, a nie węglowodany zawarte w zbożu. W przypadku piwa i napojów spirytusowych do produkcji stosuje się słód. Podczas uzyskiwania słodu zachodzą procesy powodujące rozpad skrobi na mniej złożone węglowodany, które mogą zostać przetworzone przez drożdże. Do wyrobu wina zbożowego najczęściej używa się ryż i żyto, rzadziej pszenicę, jęczmień i kukurydzę.